# 1023 Томана
1023 Томана (1023 Thomana) — астероїд головного поясу, відкритий 25 червня 1924 року.
Тіссеранів параметр щодо Юпітера — 3,171.